# Gian Biagio Conte

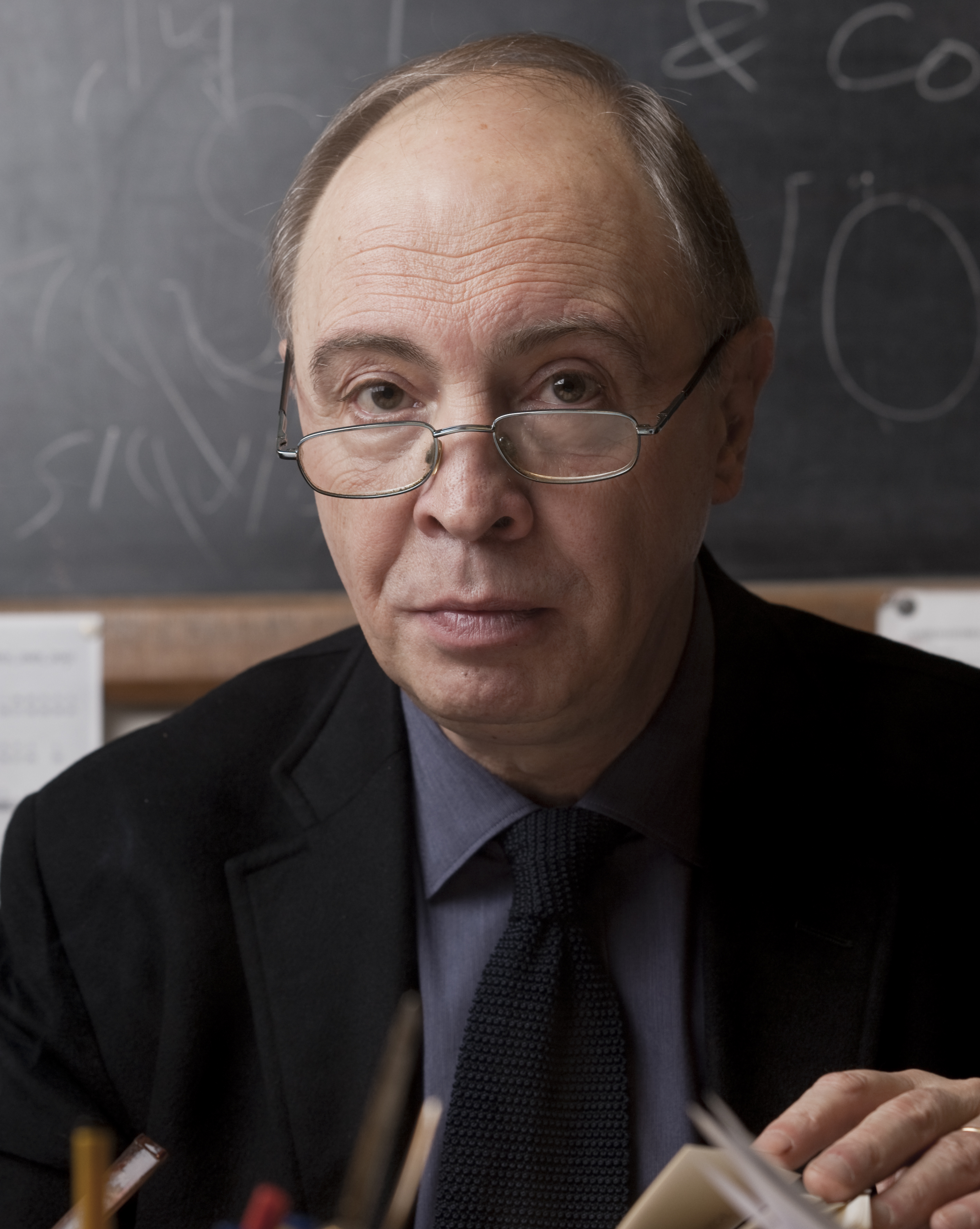
Gian Biagio Conte (2009)

Gian Biagio Conte (* 1941 in La Spezia) ist ein italienischer Altphilologe und Professor für Lateinische Literatur an der Scuola Normale Superiore in Pisa.

## Leben
Conte hat an der Scuola Normale Superiore in Pisa studiert und wurde dort von Gelehrten wie Antonio La Penna (* 1925), Sebastiano Timpanaro und Alfonso Traina (1925–2019) geprägt. Mit La Penna hat Conte nach fruchtbarer Zusammenarbeit jedoch jeden Kontakt in einem Briefwechsel brüsk abgebrochen. Conte hat außerdem lange Studienaufenthalte in München bei Friedrich Klingner und in Paris verbracht. Im Alter von dreißig Jahren wurde er ordentlicher Professor für Lateinische Literatur an der Universität Siena, später an der Universität Pisa und schließlich im Jahr 2001 an der Scuola Normale Superiore. Sein hohes Ansehen im Ausland hat ihm Gastprofessuren in Oxford, Cambridge, Princeton, Berkeley und Stanford eingebracht. Im akademischen Jahr 1994/1995 war Conte Sather Professor. Im Jahr 2007 hat er als Direktor der Scuola Normale Superiore kandidiert, unterlag aber in den Wahlen dem vorhergehenden Direktor Salvatore Settis, der sein drittes Mandat in Folge erhielt.
Conte ist Mitbegründer und Herausgeber der Zeitschrift Materiali e discussioni per l’analisi dei testi classici sowie ordentliches Mitglied der Accademia Nazionale Virgiliana in Mantua. 2014 wurde er in die British Academy, 2015 in die Academia Europaea gewählt. 2020 erhielt Conte einen Antonio-Feltrinelli-Preis.
Zu seinen Schülern zählen Alessandro Barchiesi, Alessandro Schiesaro, Rolando Ferri, Sergio Casali.

## Leistungen
Conte beschäftigt sich so gut wie ausschließlich mit der lateinischen Literatur, hauptsächlich der Dichtung der späten Republik, der Augusteischen Zeit und der frühen Kaiserzeit (Vergil, Lucan, Catull, die Elegiker, Ovid, Lukrez), aber auch mit Prosaautoren wie Plinius dem Älteren und dem Roman des Petron. Contes Zugang zur lateinischen Literatur zeichnet sich dabei durch eine Verbindung traditioneller Philologie mit den Innovationen der Literaturtheorie der 1970er Jahre, insbesondere des Strukturalismus aus. In seinen gelungensten Werken, zum größten Teil Aufsätzen, die später in thematischen Sammlungen zusammengestellt wurden, bricht Conte mit Croces Historizismus und entwickelt das Konzept eines literarischen Systems und der literarischen Gattung, das auf entsprechenden Codes beruht. Dieser Ansatz Contes wurde gerade in der angelsächsischen Philologie der letzten dreißig Jahre aufgenommen und in Verbindung mit der Intertextualitätstheorie erfolgreich ausgebaut. Soeben erschienen ist eine neue Teubneriana der Aeneis; derzeit arbeitet Conte, unterstützt von einer Gruppe von Forschern und Schülern, weiterhin an einem Kommentar zu dem klassischen Epos, an einem Kommentar zu den Satyrica des Petron und an Untersuchungen zur Allegorie als literarischer und hermeneutischer Form.

## Schriften (Auswahl)
Monographien und Aufsatzsammlungen
- Memoria dei poeti e sistema letterario. Einaudi, Torino 1974; 2. Auflage 1985.
  - englische Übersetzung: The Rhetoric of Imitation. Übersetzt von Glenn W. Most. Cornell University Press, Ithaca/London 1987.
- Virgilio: il genere e i suoi confini. Garzanti, Milano 1984.
- Letteratura latina: Manuale storico dalle origini alla fine dell’impero romano. Le Monnier, Firenze 1987; 2. Auflage 1989; 3., erweiterte Auflage 1993.
  - Englische Übersetzung: Latin Literature: A History. Übersetzt von Joseph B. Solodow, überarbeitet von Don Fowler und Glenn W. Most. Johns Hopkins University Press, Baltimore/London 1994 (Rezension Peter Davis: Scholia Reviews ns 5 (1996) 3).
- Generi e Lettori: saggi su Lucrezio, l’elegia d’amore, l’enciclopedia di Plinio. Mondadori, Milano 1991.
  - englische Übersetzung: Genres and Readers. Übersetzt von Glenn W. Most. Johns Hopkins University Press, Baltimore 1994.
- The Hidden Author. An interpretation of Petronius’ “Satyricon” (= Sather Classical Lectures. Bd. 60). California University Press, Berkeley 1996.
  - italienische Fassung: L’Autore nascosto: Un’ interpretazione del Satyricon di Petronio. Il Mulino, Bologna 1997.
- (zusammen mit Emilio Pianezzola und Giuliano Ranucci): Il Dizionario della Lingua Latina. Le Monnier, Firenze 2000.
- Virgilio: l’epica del sentimento. Einaudi, Torino 2002.
  - englische Übersetzung: The Poetry of Pathos: Studies in Virgilian Epic. Edited by Stephen J. Harrison. Oxford University Press, Oxford 2007, ISBN 0-19-928701-5. (enthält Ss. 8–22 einen Überblick über Contes philologische Entwicklung aus der Feder von S. J. Harrison)

Textkritische Ausgabe
- P. Vergilius Maro: Aeneis (= Bibliotheca scriptorum Graecorum et Romanorum Teubneriana. Bd. 2005). De Gruyter, Berlin/New York 2009, ISBN 978-3-11-019607-8.